# 北岳1943年冬季战役
北岳1943年冬季战役，中国亦称北岳1943年冬季反“扫荡”，是中国抗日战争中中日双方发生的战役。晋察冀军区部队作战5600余次，缴获山炮一门、轻重机枪17挺、掷弹筒7具、步马枪800余支；攻克据点、碉堡204座，毁敌火车18列，坦克3辆，汽车244辆；破坏铁桥13座，铁路5公里，公路950多公里；击落飞机一架。